# معركة أبو دخن
معركة أبو دخن قرب بلدة الشعراء في عالية نجد جبل أسود يقع شمال شرقي جبل ثهلان وفي الجهة الشرقية جبل (شطب) يفصل بينه وبين مجرى وادي الشعراء، ويشاهد من الشعراء على بعد 15 كم شمالاً، ويمتد منه صوب الشرق الشمالي جبيلات سود تسمى "فرايد أبو دخن"، وعند هذا الجبل وقعت معركة بين قبيلة عتيبة وقوات عبد العزيز بن عبد الرحمن بن فيصل آل سعود، وتتكون من قبيلة سبيع ومطير وقحطان، فأرسل عبد العزيز بن عبد الرحمن بن فيصل آل سعود في أثرهم أخاه محمد بن عبد الرحمن يطلب منهم أن يسلموا خمس ما غنموه من مواشي مطير، فأبوا وامتنعوا من دفع الخمس وهددوا محمداً ومن معه، فرجع قافلاً إلى عبد العزيز فشن عبد العزيز الغارة على عتيبة وهم على أبي دخن الجبل المشهور قرب الشعراء، فلم يوفق في هجومه وقد نهضت عربان عتيبة وفرسانها مدافعين فصدوا الهجوم وغنموا كثيرا من رواحل ابن سعود الحاملة لأثقاله وبعد هذه الغزوة رجع إلى الرياض.
والمعروف عند أهل بلدة الشعراء أن هذه الواقعة أسفرت عن مقتل عفاس بن محيا أحد فرسان الروقة من عتيبة.

## المعركة
سببها أن الملك عبد العزيز ال سعود تواعد مع عتيبة على شن هجوم على تحالف قبلي من حرب ومطير عند ماء الصفوية في عالية نجد، وبالفعل غزو وكسبوا الإبل والحلّة (البيوت)، ورجعوا بها إلى جهة الشعراء في مكان يعرف، بأبي دخن، شمال الشعراء، وأراد الملك أن يعزل الخمس ويفرق الغنائم، لكن ما حصل هو أن قبيلة عتبية تقاطعوا الغنائم بينهم من غير أذن الإمام عبد العزيز ال سعود، بل ومن غير إذن أمرائهم الحاضرين وهم مارق الضيط ونجر بن حجنة وناصر بن عقيل وعفاس بن محيا، وأبو خشيم، حيث كان الأمراء واقفين مع الإمام، فكلمهم الإمام أن يرجعوا الغنائم لكن (راحت نهايب في يدين شحاح)، فعندها غضب الإمام عليهم وسعى في حربهم، فذهب إلى القصيم واستجمع قواته المكونة من قبائل نجد ثم عاد إليهم وحصلت المعركة، وقلعوا كثيرا من خيل الإمام وعقروا أخرى، منها فرس اسمها (منيفة) وهي معضادية، عزيزة على الملك عبد العزيز وقتل من سبيع: خالد بن مرعيد وفالح بن ربان أبو ثنين، وقتل من مطير: سلطان بن سقيان، وقتل من عتبية: قائدها عفاس بن محيا وهي تسمى أيضا بذبحة عفاس وانتصرت عتيبة.